# BARF

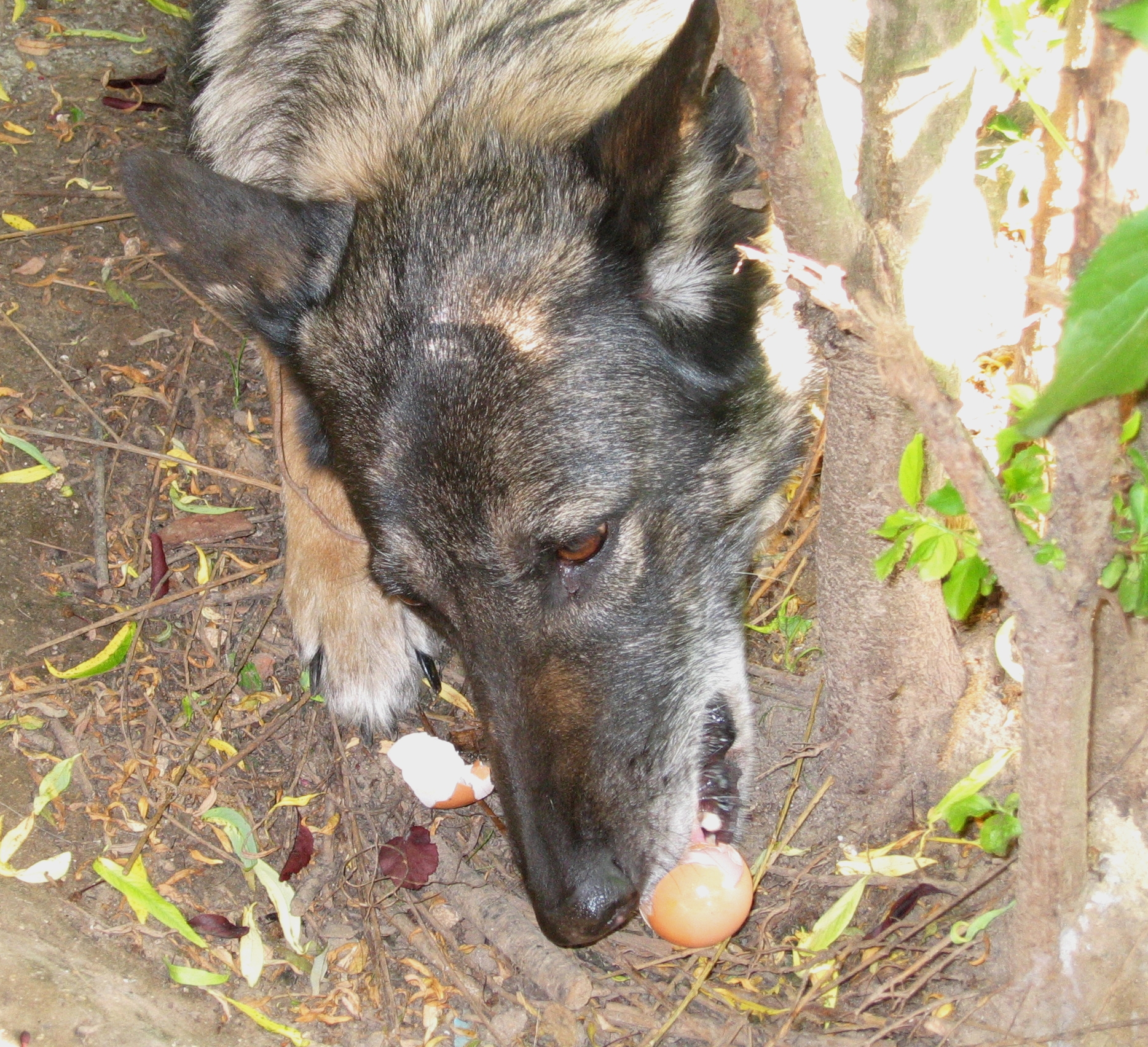
Een BARF (in dit geval een ei) etende hond

BARF is een acroniem voor "Bones And Raw Food" of ook "Biologically Appropriate Raw Food", waarvan onder andere de Australische dierenarts Ian Billinghurst een propagandist is. De term wordt gebruikt om het zelf samenstellen van verse rauwe voeding voor honden, katten, fretten of andere huisdieren aan te duiden.
Er bestaat naast zelfgemaakt rauwvoer ook kant-en-klare commercieel gefabriceerde rauwvoeding. Echter, het overgrote deel van de commerciële dierenvoeder (brokken/droogvoer en natvoer) wordt gekookt tijdens het bereidingsproces, en behoort dus niet tot deze categorie.
Voorstanders van dit type voeding geloven dat rauwvoer gezonder en natuurlijker is voor het dier dan commerciële gekookte diervoeding, maar hiervoor is geen wetenschappelijk bewijs. Daarentegen is uit onderzoeken wel naar voren gekomen dat het voeren van rauw vlees gezondheidsrisico’s geeft voor het dier zelf, maar ook de mensen en dieren in diens leefomgeving.

## Samenstelling
Er wordt gebruikgemaakt van geschikte rauwe botten, spiervlees, orgaanvlees, gepureerde groentes en aanvullingen zoals rauwe eieren en zuivel.
Honden worden doorgaans gevoerd met ongeveer 40% à 60% vleesbotten, die ongeveer 50% vlees en 50% bot bevatten. Kale botten worden niet gevoerd. Honden die net overschakelen van brokken naar BARF, starten vaak met zachte botten van kleine dieren zoals kip, eend, kwartel, fazant, konijn en parelhoen. Honden die wat meer ervaring hebben, eten ook botten van grotere dieren zoals geit, lam, kalf en ree. Echter, alleen de botten die niet-dragend zijn geweest; dit betekent dat men bijvoorbeeld ribben voert, maar geen poten. Deze vleesbotten worden daarnaast vaak aangevuld met 15% tot 20% orgaanvlees zoals hart, lever, nieren, pens en hersenen, 10% à 15% groentemix, 15% vlees en 5% gezonde tafelrestjes en extra's zoals rauwe eieren en zuivel.
Voor katten bestaat het BARF voeding veelal uit vis, kippenvlees en eendagskuikens.

## Gezondheidsrisico’s
Tegenstanders van deze voeding, waaronder de wereldwijde dierenartsenorganisatie WSAVA (World Small Animal Veterinary Association), argumenteren dat rauwvoeding verstopping, diarree, blindedarmontsteking, verstikking, gebroken tanden en andere gezondheidsproblemen ten gevolg kan hebben. Ook kan een grote hoeveelheid thyroid(schildklier)weefsel leiden tot schildklierafwijkingen (hyperthyroidie).

### Botten
Er zijn ook meldingen van verstikking of inwendige wonden door beenderen van gevogelte, aangezien deze eerder versplinteren in plaats van breken en dus scherp zijn. Kenners van de BARF-methode beweren dat rauwe botten niet splinteren. Gekookte botten splinteren wel; vooral gekookte kippenpoten zijn berucht om het splinteren.
Er wordt soms gedacht dat botten en rauwvlees in het voer goed zijn voor het schoonhouden van de tanden van dieren, maar dit is niet het geval. Er is geen verschil gevonden tussen de conditie van het tandvlees van honden op een rauwvoer-dieet en een commercieel gekookt voer-dieet (brokken, natvoer).

### Bacteriën en parasieten
Daarnaast zijn er bij de WSAVA zorgen over de voedselveiligheid van rauwvoer, voor de dieren zelf en de mensen in de omgeving. Met name de bacteriën, parasieten en andere pathogenen in rauwvoer zorgen voor gezondheidsrisico’s. Deze risico’s gelden zelfs voor mensen welke de dieren niet zelf voeren, omdat de pathogenen ook worden verspreid door ontlasting en bijvoorbeeld het aaien van de vacht nadat het dier zichzelf heeft gewassen. Huisdieren kunnen deze bacteriën, parasieten en andere pathogenen uit rauwvoer ook overbrengen op veedieren en andere huisdieren (in de leefomgeving en dierenartsenpraktijk).
Commercieel geproduceerd dierenvoeder wordt onderworpen aan strikte veiligheidsmaatregelen tijdens het bereidingsproces. Zelfgemaakt dierenvoer bevat hierdoor meer pathogenen. Maar ook voor commercieel geproduceerde rauwvoer geldt dat het meer pathogenen bevat dan gekookt commercieel dierenvoeder. Bevriezing, dehydratie en vriesdrogen doden namelijk lang niet alle bacteriën, parasieten en andere pathogenen in rauwe voeding.
Ongekookt (zelfgemaakt en commercieel) rauwvoer bevat dan ook meer bacteriën (e.g. E. coli, Salmonella spp, Yersinia, Campylobacter spp, Listeria monocytogenes, Mycobacterium bovis), welke kunnen leiden tot serieuze infecties, of zelfs fataal kunnen zijn, voor mens en dier. Dit type voeding wordt daarom afgeraden in huishoudens met kwetsbare inwoners (jonge kinderen, zwangere vrouwen, zieken en ouderen). Parasieten (e.g. Toxoplasma) in rauwvoer vormen vooral voor zwangere vrouwen een groot risico, omdat toxoplasmose de foetus kan aantasten.

### Voedingsstoffen
De Europese diervoedingsinstantie FEDIAF en het WSAVA waarschuwen, naast de voedselveiligheid, ook voor inadequate hoeveelheden nutriënten in zelfgemaakte voeding. Wat leidt tot tekorten of juist te grote hoeveelheden van essentiële voedingsstoffen. Dit kan permanente gevolgen hebben voor de gezondheid van het dier. Ongebalanseerde voeding kan bijvoorbeeld bij jonge dieren in de groei leiden tot pijnlijke stoornissen van de skeletbouw.